# Tuni
Antoni Lluís Adrover Colom, más conocido como Tuni es un exfutbolista español que se desempeñaba como centrocampista en el CF Sóller de Tercera División, Grupo 11 de Mallorca. Nació el 14 de junio de 1982 en Sóller (Mallorca).

## Biografía
Se inició en las filas del U.D Sollerense, equipo de su pueblo natal. Más tarde jugó como juvenil del Mallorca y debutó en el Mallorca en la temporada 2002/03 con 20 años, en el Estadio Santiago Bernabéu contra el Real Madrid, un partido que el Mallorca ganó 1-5. Marcó su primer gol en la última jornada de esta temporada; fue el de la victoria frente al Málaga CF (1-0).
A la siguiente temporada se marcha cedido por un año a la UD Salamanca para tener minutos, ya que en el primer equipo no cuenta con muchos y es considerado una gran promesa. Vuelve del Salamanca a la siguiente temporada con 39 partidos en el conjunto charro, apuntando muy alto. El jugador sigue unas temporadas en el club mallorquín, pero se va estancando, hasta que para la temporada 2008/09 el Mallorca decide cederlo al Hércules CF. En la temporada 2009/10 regresa al Mallorca, comenzando la temporada con grandes actuaciones. Ficha por el Gimnàstic de Tarragona. 
En junio de 2012 el club se ve obligado a rescindir el contrato que les vinculaba, por el descenso a Segunda División B con un balance de 26 partidos  disputados y marcó 3 goles con los granates.
En la temporada 2012/13 el atacante actúa hasta el final de la temporada en el Iraklis 1908, cuarto clasificado de la Segunda División de Grecia. Al acabar la temporada ficha por el equipo de su localidad natal, el CF Sóller, para la temporada 2013-14.

## Clubes
| Club                   | País   | Año       | Partidos | Goles |
| ---------------------- | ------ | --------- | -------- | ----- |
| Real Mallorca B        | España | 2001-2002 | 15       | 2     |
| Real Mallorca          | España | 2002-2003 | 7        | 1     |
| UD Salamanca           | España | 2003-2004 | 41       | 5     |
| Real Mallorca          | España | 2004-2008 | 101      | 2     |
| Hércules CF            | España | 2008-2009 | 37       | 3     |
| Real Mallorca          | España | 2009-2010 | 9        | 1     |
| Gimnàstic de Tarragona | España | 2010-2012 | 37       | 3     |
| Iraklis FC             | Grecia | 2013-2013 |          |       |
| CF Sóller              | España | 2013-     |          |       |